# 대한민국의 버스전용차로
대한민국의 버스전용차로는 대한민국 도로교통법에 의해 노선버스의 원활한 소통을 위해 설치된 버스전용차로를 의미한다.

## 역사
대한민국에서는 1980년대 이후 자동차 이용 인구가 급격히 증가하여 도로교통에 여러 가지 문제점이 발생하면서 이에 대한 미비점을 보완하기 위해 1990년 8월 1일 개정된 도로교통법에서 처음으로 명시되었다. 당시 명시된 명칭은 '버스전용거선' 또는 버스전용차선이며, 대중교통수단인 노선 버스에 도로 사용의 우선권을 주기 위해 버스전용차선을 설치할 수 있다는 조항을 신설했다.

제13조의2 (버스전용거선의 설치) ①제13조제1항의 규정에 의하여 차선을 설치함에 있어서 시·도지사는 노선버스의 원활한 소통을 위하여 특히 필요한 때에는 도로에 버스전용차선을 설치할 수 있다.

②노선버스외의 차마는 제1항의 규정에 의한 버스전용차선으로 통행하여서는 아니된다. 다만, 대통령령이 정하는 부득이한 경우에는 그러하지 아니하다.
— 법률 제4243호 도로교통법, 1990년 8월 1일 일부개정.

또한 1990년 10월 29일 도로교통법시행규칙 개정을 통해 기존 차선에 따른 통행구분에서 1차로는 승용자동차만 통행할 수 있게 되어 있던 것을 버스전용차선이 설치된 도로에서는 버스전용차로를 제외한 차선을 기준으로 정하게 변경되었다.

## 서울특별시
서울특별시에는 1993년 2월 한강로, 왕산로, 동작대로, 강남대로 등에 최초로 버스전용차로가 지정되었다. 중앙버스전용차로는 1996년 2월에 천호대로 구간에 최초로 지정되었으며, 2004년 이후 점차 확대되고 있다.
2018년 1월 기준 가로변 버스전용차로는 전일제 운영 21개 구간 41.6km와 시간제 운영 17개 구간 44.6km 구간을 합쳐 총 38개 구간 86.2km가 운영되고 있으며, 중앙버스전용차로는 41개 구간 121.1km가 운영되고 있다.

## 대구광역시
대구광역시 최초의 버스전용차로는 1991년 12월 26일에 지정되었으며, 현존하는 구간은 국채보상로가 남아있다. 2006년 2월 19일 대구광역시의 시내버스 노선 개편과 함께 버스전용차로 변경된 것이 마지막이며, 2017년 기준 20개 구간 총 117.2km가 운영되고 있다.

## 인천광역시
1998년 1월 8일에 경인로, 남동로, 백범로, 송림로에 최초로 버스전용차로가 지정되었으며, 2013년 7월 22일에 청라 ~ 강서 간선급행버스체계가 도입되면서 중앙버스차로가 처음으로 설치되었다. 2017년 기준 14개 구간 총 53.435km 구간이 운영되고 있다.

## 대전광역시
대전광역시에는 가로변버스전용차로 10개 구간, 중앙버스전용차로 3개 구간이 운영되고 있다. 중앙버스전용차로는 2011년 7월 1일에 도안대로 유성네거리 ~ 용계동 구간과 도안동로 만년교 ~ 가수원네거리 구간이 최초로 지정되었으며, 2012년 9월 18일에 북유성대로 시 경계 ~ 외삼네거리 구간이 추가되었다. 2017년 기준 가로변 버스전용차로 10개 구간 46.4km, 중앙버스전용차로 7개 구간 26.7km가 지정되어 있다. 2016년 7월부터 갑천도시고속도로 일부 구간에 24시간 전일제의 중앙버스전용차로가 시행되고 있다.

## 세종특별자치시
세종특별자치시에는 2012년 9월 18일에 세종로, 세종1로, 세종오송로(구 지방도 제604호선), 한누리대로 3개 구간 총 23.48km 구간이 최초로 지정되었다.

## 제주특별자치도
제주특별자치도는 중앙버스전용차로 2개구간(광양사거리~아라초등학교) (공항입구~해태동산) 과 가로변버스전용차로 1구간 (국립박물관~무수천사가로) 가 있어 버스 개편날인 2017년 8월 26일에 실시되었다.

## 고속도로 버스전용차로
고속도로 버스전용차로는 한 시민의 제안으로 1994년 7월 30일과 8월 6일에 하계 휴가철을 맞아 경부고속도로에 버스전용차로 제도를 시행한 것이 최초이다.
1994년 도시교통연구소를 운영하고 있는 박용훈이라는 교통전문가가 정부 제안창구를 통해 고속도로 버스전용차로제를 제안했고, 이를 정부에서 전격 실시를 추진하게 되면서 이루어졌다. 이 때는 기간을 두고 한시적으로 시행했으며, 지금과 같이 중앙 1차선으로 통행하는 방법으로 운영했다. 이후 1995년 설 연휴부터는 버스전용차로를 운행할 수 있는 대상차량을 17인승 이상에서 9인승 승합차로 확대했으며,부터 매달 주말마다 버스전용차로를 임시로 운영하다가 1996년부터는 1년 단위 주말 및 설날, 추석, 연말 연휴마다 시행하게 되었으며, 1998년부터 정식으로 주말 및 연휴에 버스전용차로제가 시행되었다.
2003년 9월에는 평일에도 고속도로 버스전용차로를 시행하기 위한 시범 운영이 있었고, 2005년 10월 1일부터는 6인 이상 탑승한 9인승 이상 승합자동차도 통행할 수 있게 변경되었다. 2008년 7월 1일부터 평일 고속도로 버스전용차로제가 정식 도입되었고, 평일은 주말 및 연휴와 다르게 오산 나들목부터 양재 나들목까지 구간만 운영되고 있다.
2017년 7월 29일부터는 토요일과 공휴일, 설날과 추석연휴 및 연휴 전날에 한해 영동고속도로 신갈 분기점부터 여주 분기점까지 41.4km 구간에 대해서도 버스전용차로제가 도입되었다.
- 1994년 : 경부고속도로 양재 나들목 ~ 신탄진 나들목 구간 상위 1차선을 버스전용차로 제도가 시행되었다. 시행 기간은 1차 7월 30일 12시부터 7월 31일 12시까지 24시간, 2차 8월 13일 12시부터 8월 14일 20시까지 32시간, 추석 명절 9월 17일 12시부터 9월 20일 12시까지 72시간이 시행되었다.[10][11]
- 1994년 10월 5일 : 경부고속도로 버스전용차로 폐지[12]
- 1995년 1월 : 경부고속도로에 1994년 12월 31일 12시부터 1995년 1월 2일 24시까지 시행되었다. 시행 구간은 하행선 양재 나들목부터 신탄진 나들목까지 134.4km, 상행선 남이 분기점부터 양재 나들목까지 116.1km 구간이었다.[13]
- 1995년 2월 : 설 연휴를 맞아 1월 28일 12시부터 2월 1일 24시까지 신탄진 나들목 ~ 양재 나들목 134.4km 구간이 운영되었다. 이 때 처음으로 주말을 적용해 2월 한달 동안 토요일은 12시부터 22시까지, 일요일은 06시부터 22시까지 운영되었다.[14]
- 1995년 3월 : 3월 한달 동안 하행선 양재 나들목부터 신탄진 나들목까지 134.4km, 상행선 남이 분기점부터 양재 나들목까지 116.1km 구간에 주말만 버스전용차로를 운영했다.[15]
- 1995년 4월 : 4월부터 5월까지 두달 동안 하행선 양재 나들목부터 신탄진 나들목까지 134.4km, 상행선 청원 나들목부터 양재 나들목까지 123.4km 구간에 주말만 버스전용차로를 운영했다.[16]
- 1995년 6월 : 6월 한달 동안 하행선 양재 나들목부터 신탄진 나들목까지 134.4km, 상행선 청원 나들목부터 양재 나들목까지 123.4km 구간에 주말만 버스전용차로를 운영했다.[17]
- 1995년 7월 : 7월부터 8월까지 두달 동안 양재 나들목부터 청원 나들목까지 123.4km 구간에 주말만 버스전용차로를 운영했다.[18]
- 1995년 9월 : 추석 연휴를 맞아 9월 7일 9시부터 9월 10일 24시까지 양재 나들목부터 청원 나들목까지 123.4km 구간에 버스전용차로를 운영했다.[19]
- 1995년 11월 : 11월 한달 동안 양재 나들목부터 청원 나들목까지 123.4km 구간에 버스전용차로를 운영했다.[20]
- 1995년 12월 : 12월 한달 동안 양재 나들목부터 청원 나들목까지 123.4km 구간에 버스전용차로를 운영했다.[21]
- 1996년 : 1995년 1년 동안 매달 또는 두달마다 주말 동안 경부고속도로에 버스전용차로를 시행하던 것을 1996년 1년 동안 모든 주말 기간과 신정 연휴(12월 30일부터 1월 2일까지), 설날 연휴(2월 17일부터 20일까지), 추석 연휴(9월 26일부터 29일까지)를 모두 포함해 시행하는 것으로 변경되었다.[22]
- 1997년 : 1997년 1년 동안 모든 주말 기간과 신정 연휴(12월 31일부터 1월 2일까지), 설날 연휴(2월 6일부터 9일까지), 추석 연휴(9월 13일부터 17일까지) 기간에 버스전용차로 시행.[23]
- 1997년 12월 31일 : 정식으로 경부고속도로 서초 나들목 ~ 청원 나들목 126km 구간에 매주 주말 및 신정 연휴, 설날 연휴, 추석 연휴에 버스전용차로 시행[24]
- 2000년 1월 1일 : 운영 구간을 서초 나들목 ~ 신탄진 나들목 137.4km 구간으로 변경[25][26]
- 2002년 5월 13일 : 2002년 FIFA 월드컵 기간인 5월 31일부터 6월 14일까지 오전 9시부터 오후 9시까지 버스전용차로 시행[27]
- 2002년 12월 24일 : 운영 구간을 양재 나들목 ~ 신탄진 나들목 134.8km 구간으로 변경[28]
- 2003년 9월 : 9월 한달 동안 수원 나들목 ~ 양재 나들목 23.4km 구간에 평일 고속도로 버스전용차로제 시범 시행[29]
- 2005년 10월 1일 : 고속도로 버스전용차로 통행 가능 차량에 9인승 이상 승합자동차 (6인 이상 탑승한 경우에 한함)를 포함[30]
- 2008년 7월 1일 : 평일 고속도로 버스전용차로 정식 도입. 평일 운영 구간은 오산 나들목 ~ 양재 나들목 37.9km 구간 06시부터 22시까지이며, 주말 및 공휴일, 연휴 기간은 기존 신탄진 나들목 ~ 양재 나들목 134.1km로 동일.[31]
- 2008년 10월 1일 : 고속도로 버스전용차로 운영시간을 평일 06시 ~ 22시에서 07시 ~ 21시로, 주말 09시 ~ 22시에서 09시 ~ 21시로 변경[32]
- 2011년 1월 1일 : 고속도로 버스전용차로 운영시간을 평일, 주말 구분 없이 모두 07시 ~ 21시로 변경[33]
- 2017년 4월 1일 : 고속도로 버스전용차로 평일 운영 구간 기점을 기존 오산 나들목 (부산 기점 378.2km)에서 남측 1.8km 지점 (부산 기점 376.4km)으로 연장[34]
- 2017년 7월 29일 : 영동고속도로 신갈 분기점 ~ 여주 분기점 41.4km 구간에 고속도로 버스전용차로제 도입. 시행시간은 토요일과 공휴일, 설날과 추석연휴와 연휴 전날에만 시행한다.[35]
- 2017년 10월 31일 : 2018년 동계 올림픽 및 2018년 동계 패럴림픽 기간에 한해 영동고속도로 강릉 분기점 ~ 대관령 나들목 인천 방향 19.75km 구간에 고속도로 버스전용차로제 실시.[36]
- 2018년 2월 14일 : 2018년 동계 올림픽 및 2018년 동계 패럴림픽 기간에 한해 영동고속도로 여주 분기점 ~ 신갈 분기점 인천 방향 41.4km 구간에 고속도로 버스전용차로제 실시.[37]

현황
2024년 11월 7일 기준으로 대한민국의 고속도로에서 시행하고 있는 버스전용차로 구간은 다음과 같다.
| 도로명       | 구간                             | 구간                           | 방향   | 연장    | 지정일           | 시행시간                           | 비고                         |
| 도로명       | 시점                             | 종점                           | 방향   | 연장    | 지정일           | 시행시간                           | 비고                         |
| ------------ | -------------------------------- | ------------------------------ | ------ | ------- | ---------------- | ---------------------------------- | ---------------------------- |
| 경부고속도로 | 안성 나들목 (부산기점 360.1km)   | 양재 나들목 (부산기점 416.1km) | 양방향 | 39.7km  | 2008년 7월 1일   | 평일                               | 2017년 4월 1일 시행구간 변경 |
| 경부고속도로 | 신탄진 나들목 (부산기점 282.0km) | 양재 나들목 (부산기점 416.1km) | 양방향 | 134.1km | 1997년 12월 31일 | 토요일, 공휴일 명절연휴, 연휴 전날 | 2000년 1월 1일 시행구간 연장 |

시행시간
평일과 토요일, 공휴일에는 오전 7시(07시)부터 오후 9시(21시)까지 시행하며, 설날과 추석 연휴 및 연휴 전날에는 오전 7시(07시)부터 다음날 새벽 1시(01시)까지 시행한다.

## 같이 보기
- 서울특별시의 버스전용차로
- 인천광역시의 버스전용차로
- 세종특별자치시의 버스전용차로